# Добровольський В'ячеслав Олексійович
В'ячеслав Олексійович Добровольський (*19 липня 1919 — 6 січня 2015) — український учений-математик. Доктор фізико-математичних наук, професор. Почесний Академік АН ВШ України з 1999 р.

## Життєпис
Народився у Полтаві в сім'ї службовця. З 1943 р. служив у піхоті Другого Українського фронту, 1944 року був звільнений від служби як інвалід Радянської армії ІІ гр. Працював на оборонному заводі № 488. У 1946—1948 рр. — студент філософського факультету Київського університету (стаціонар) та Київського педінституту (заочно). Педінститут ім. Горького закінчив з відзнакою у 1948 р.
Працював учителем математики в школах Києва. Філософський факультет Московського університету (теж заочно і з відзнакою) закінчив у 1950 р. З 1950 р. працював у Київському політехнічному інституті: у 1950—1957 рр. — асистентом, у 1957—1972 рр. — доцентом, з 1972 р. — на посаді професора. З 1990 р. — провідний науковий співробітник Центру досліджень науково-технічного потенціалу та історії науки ім. Г. М. Доброва НАН України. Викладацьку діяльність припинив у 2007 р.
Помер 6 січня 2015 р. Похований на Берковецькому кладовищі (ділянка № 73) в Києві.

## Наукова діяльність
Наукові інтереси стосуються історії математики у досить широкому її діапазоні. Важливий напрямок наукових розробок В. О. Добровольського становила історія математичної освіти у вищих навчальних закладах України, зокрема в Київському університеті та Київському політехнічному інституті. Цікавиться питаннями розвитку аналітичної теорії диференціальних рівнянь.
Опублікував понад 200 праць, серед яких 9 монографій та книжок, 2 посібника, десятки великих оглядових статей з історії математичного аналізу, аналітичної геометрії, теорії диференціальних рівнянь та інших питань історії математики.
Підготував 7 кандидатів та 2 докторів наук.

## Звання і нагороди
Заслужений викладач НТУУ «КПІ». Почесний Соросівський професор (1997), академік Нью-Йоркської АН (2000). Почесний академік Міжнародної АН вищої школи (2004). Член наукового товариства ім. Т. Шевченка (Львів), Московського і Санкт-Петербурзького математичних товариств, Українського товариства істориків науки.
Нагороджений орденами Вітчизняної війни II ст., «За мужність», 20 медалями, багатьма почесними грамотами та подяками. Лауреат нагороди Ярослава Мудрого АН ВШ України (2002).